# Van (Vorname)
Van ist ein hauptsächlich in den USA verbreiteter männlicher Vorname. Er wird zudem auch als Spitzname für Evan oder Ivan genutzt.

## Namensträger

### Vorname
- Van Alexander (1915–2015), US-amerikanischer Musiker
- Van T. Barfoot (1919–2012), US-amerikanischer Militär
- Van Heflin (1908–1971), US-amerikanischer Schauspieler
- Van Jacobson (* 1950), US-amerikanischer Physiker und Internetpionier
- Van Johnson (1916–2008), US-amerikanischer Schauspieler
- Van Nelson (* 1945), US-amerikanischer Sportler
- Van Winitsky (* 1959), US-amerikanischer Sportler

### Spitzname
- Van Cliburn (1934–2013), US-amerikanischer Musiker
- Van Hansis (* 1981), US-amerikanischer Schauspieler
- Van Heflin (1908–1971), US-amerikanischer Schauspieler
- Van Jefferson (* 1996), US-amerikanischer Sportler
- Van Jones (* 1968), US-amerikanischer Nachrichtensprecher
- Van Morrison (* 1945), nordirischer Musiker
- Willard Van Orman Quine (1908–2000), US-amerikanischer Philosoph